# Kap Adams
Das Kap Adams ist ein steil abfallendes Kap am südlichen Ende der Bowman-Halbinsel und begrenzt nördlich die Einfahrt zum Gardner Inlet an der Ostküste des westantarktischen Palmerlands.
Entdeckt wurde es bei der Ronne Antarctic Research Expedition (1947–1948) unter der Leitung des US-amerikanischen Polarforschers Finn Ronne, der es nach Charles J. Adams (1921–2002) benannte, Pilot bei den United States Army Air Forces und Teilnehmer der Forschungsreise.